# Invasão anglo-russa da Holanda
A Invasão Anglo-Russa da Holanda (ou Expedição Anglo-Russa à Holanda, ou Expedição Helder) foi uma campanha militar de 27 de agosto a 19 de novembro de 1799 durante a Guerra da Segunda Coalizão, na qual uma força expedicionária de tropas britânicas e russas invadiu a península da Holanda do Norte na República Batava. A campanha tinha dois objetivos estratégicos: neutralizar a frota batava e promover uma revolta dos seguidores do antigo Estatuder Guilherme V contra o governo batavo. A invasão foi combatida por um exército conjunto franco-batavo ligeiramente menor. Taticamente, as forças anglo-russas tiveram sucesso inicialmente, derrotando os defensores nas batalhas de Callantsoog, Krabbendam e Alkmaar, mas as batalhas subsequentes foram contra as forças anglo-russas. Após uma derrota em Castricum, o Duque de York, o comandante supremo britânico, decidiu uma retirada estratégica para a cabeça de ponte original no extremo norte da península. Posteriormente, foi negociado um acordo com o comandante supremo das forças franco-batavas, general Guillaume Marie Anne Brune, que permitiu às forças anglo-russas evacuarem esta cabeça de ponte sem serem molestadas. No entanto, a expedição conseguiu parcialmente o seu primeiro objectivo, capturando uma proporção significativa da frota batava.

## Antecedentes
Na década de 1780, uma rebelião patriota pró-francesa não conseguiu estabelecer uma república democrática holandesa sem a Casa de Orange-Nassau, quando o poder desta última foi restaurado após a invasão prussiana da Holanda em 1787. A República Holandesa, novamente governada pelos orangistas, tinha sido membro da Primeira Coligação que se opôs à República Francesa revolucionária depois de 1792. Em 1795, no final da Campanha de Flandres, as forças do stadtholder Guilherme V de Orange e seus aliados britânicos e austríacos foram derrotadas pelo exército invasor francês comandado pelo general Charles Pichegru, aumentado por um contingente de revolucionários patriotas holandeses comandados pelo general Herman Willem. Daendels.  A República Holandesa foi derrubada; o stadtholder fugiu do país para Londres; e a República Batava foi proclamada. 
Apesar da conquista da velha República em 1795, a guerra não tinha terminado; os Países Baixos tinham acabado de mudar de lado e agora participavam plenamente na conflagração contínua, mas o seu papel tinha mudado. A França não precisava tanto do seu exército como dos seus recursos navais, dos quais a própria França era deficiente.  Em 1796, no âmbito da nova aliança, os holandeses iniciaram um programa de construção naval. Tripular os novos navios era um problema, porque o corpo de oficiais da antiga marinha era firmemente orangista. Pessoas como o “Herói de Doggerbank” Jan Hendrik van Kinsbergen recusaram honrosamente os seus serviços. A nova marinha era, portanto, comandada por pessoas como Jan Willem de Winter, que tinham a tonalidade política correta, mas tinham apenas uma experiência limitada. Isto levou diretamente aos desastres da rendição na Baía de Saldanha em 1796, e da Batalha de Camperdown em 1797. Em Camperdown, a marinha batava comportou-se de forma digna, mas isso não diminuiu as perdas materiais, e a República teve de reiniciar o seu programa de construção naval.  Este programa logo elevou a marinha batava com força suficiente para que a Grã-Bretanha tivesse que se preocupar com sua contribuição potencial para uma ameaça de invasão francesa da Inglaterra ou da Irlanda. 
A Primeira Coalizão se desfez em 1797, mas a Grã-Bretanha logo encontrou um novo aliado no Imperador Paulo I da Rússia. Os novos Aliados obtiveram alguns sucessos na guerra terrestre contra a França, especialmente na República Fantoche Cisalpina e na República Helvética, onde os exércitos da Segunda Coligação conseguiram repelir os franceses numa ampla frente no início de 1799. Os britânicos, especialmente o primeiro-ministro, William Pitt, o Novo, estavam ansiosos por manter esta dinâmica atacando outros extremos do "império" francês. A República Batávia parecia um alvo oportuno para tal ataque, com o Príncipe de Orange fazendo forte lobby para um esforço militar completo para restabelecê-lo, e com agentes orangistas levando os britânicos a acreditar que o domínio da França sobre a República Batávia era fraco e que um ataque determinado dos britânicos contra Amesterdão levaria a uma revolta massiva contra os franceses. Um incentivo adicional foi que uma campanha combinada contra os holandeses foi uma condição do acordo com os russos de 28 de dezembro de 1798.  Nesse acordo, o Imperador Paulo I colocou 45.000 soldados russos à disposição da Coligação em troca de subsídios britânicos. Esta convenção foi detalhada num acordo de 22 de junho de 1799, pelo qual Paulo prometeu fornecer uma força de dezessete batalhões de infantaria, duas companhias de artilharia, uma companhia de pioneiros e um esquadrão de hussardos para a expedição à Holanda; 17.593 homens no total. Em troca, a Grã-Bretanha prometeu pagar um subsídio de £ 88.000 e outros £ 44.000 por mês quando as tropas estivessem em campo. A própria Grã-Bretanha forneceria 13.000 soldados e abasteceria a maior parte dos navios de transporte e de escolta naval. 

## Campanha

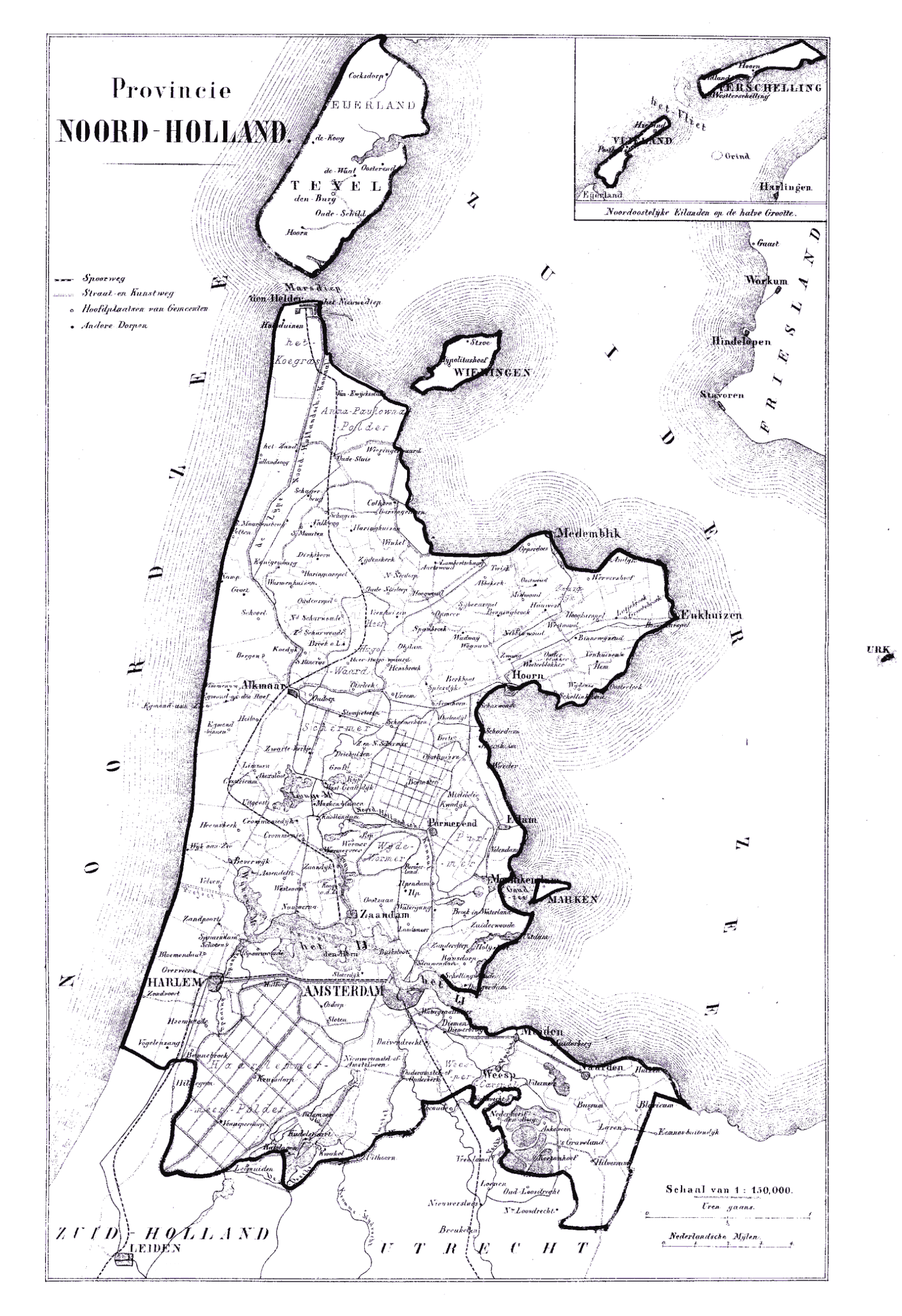
Mapa do século 19 da Holanda do Norte

Desde o início, a expedição conjunta agora planeada não deveria ser um assunto puramente militar. Pitt presumiu que, tal como as populações italiana e suíça, os holandeses apoiariam com entusiasmo a invasão contra os franceses. De acordo com o historiador britânico Simon Schama: "Uma vez elevado o padrão Orange, ele parece ter acreditado que o exército Batavo passaria para as forças da Coligação até ao último homem e que a sua República entraria em colapso sob a menor pressão. "  No final das contas, essas expectativas foram frustradas. 

### Preparativos
As forças britânicas foram reunidas nas proximidades de Canterbury sob o comando do tenente-general Sir Ralph Abercromby . Eram em sua maioria compostos por voluntários da milícia que recentemente haviam sido autorizados a ingressar em regimentos regulares. Enquanto uma frota de transporte britânica comandada pelo almirante Home Riggs Popham navegou para Reval para recolher o contingente russo, a reunião das tropas britânicas progrediu sem problemas. Foi, portanto, decidido não esperar pelo retorno de Popham, mas enviar uma divisão sob o comando de Abercromby para estabelecer uma cabeça de ponte na qual se esperava que as tropas russas e uma segunda divisão sob o comando do comandante supremo designado da expedição, o Duque de York, pudessem ser facilmente desembarcado. 
A questão era onde esse pouso anfíbio poderia ocorrer melhor. Foram considerados vários locais na costa holandesa. Muitos estrategistas preferiram a foz do rio Mosa ou as proximidades de Scheveningen, ambas oferecendo uma oportunidade para mobilizar rapidamente as forças de ataque e ameaçar as linhas de abastecimento do exército francês de ocupação na República Batávia.  Estas localidades tinham como grave inconveniente os perigosos baixios diante da costa holandesa que dificultavam a navegação nestas águas. O extremo norte da península da Holanda do Norte não tinha esta desvantagem e um desembarque aqui poderia assim ser apoiado pelo poder marítimo britânico no Mar do Norte. Também se recomendou aos planejadores da invasão, porque a área era apenas ligeiramente fortificada; grande parte da frota holandesa (objectivo importante da expedição) estava baseada nas proximidades e poderia ser pelo menos deslocada, se o desembarque fosse bem sucedido; e o terreno parecia prometer a possibilidade de um avanço fácil sobre o importante objectivo estratégico da cidade de Amesterdão. A área ao sul de Den Helder foi, portanto, selecionada como local de desembarque. 
Os britânicos não esconderam os seus preparativos. As autoridades de França e da República Batávia tinham, portanto, conhecimento deles. O local de desembarque pretendido não era conhecido por eles e, portanto, foram forçados a espalhar suas forças para se protegerem contra todas as eventualidades. O exército batavo da época consistia em duas divisões (cada uma com cerca de 10.000 homens), uma comandada pelo tenente-general Daendels, a outra pelo tenente-general Jean-Baptiste Dumonceau. Este último assumiu posições na Frísia e Groningen para se proteger contra um desembarque vindo do Mar de Wadden ou uma incursão vinda do Leste. De fato, a Daendels estava posicionada na parte norte da Holanda do Norte, com sede em Schagen. As tropas francesas (apenas 15.000 do total de 25.000 soldados que o Tratado de Haia exigia) foram divididas entre a Zelândia (outro local de desembarque lógico, onde em 1809 ocorreu a Expedição Walcheren) e o centro do país, esticado entre a costa e Nijmegen. Todo o exército franco-batavo foi colocado sob o comando do general francês Brune. 

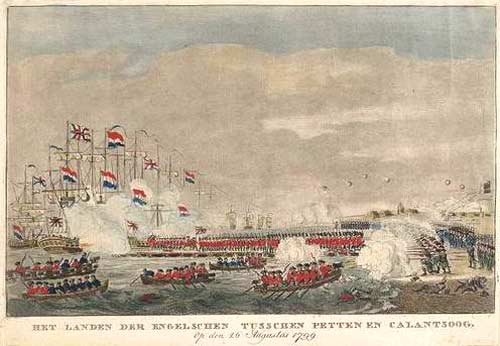
O desembarque das forças britânicas em Callantsoog

### Desembarque em Callantsoog e rendição da esquadra batava

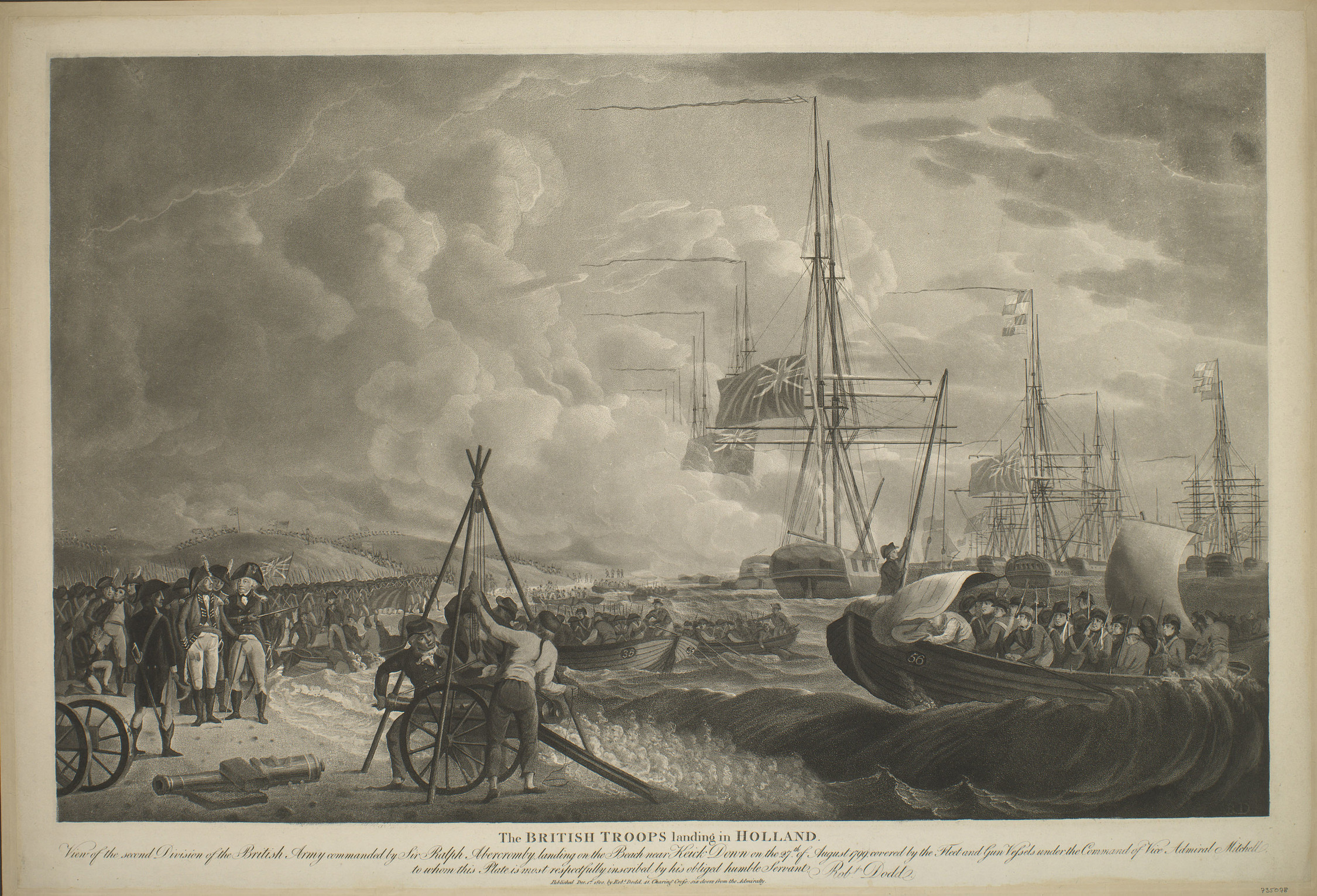
Abercromby, Duncan e Almirante Mitchell pousam em 27 de agosto de 1799

A invasão teve um sucesso inicial. A esgotada frota holandesa, sob o comando do contra-almirante Samuel Story, evitou a batalha, deixando o desembarque das tropas britânicas perto de Callantsoog em 27 de agosto de 1799, sem oposição. O General Daendels foi derrotado na Batalha de Callantsoog quando tentou impedir o estabelecimento de uma cabeça de ponte pela divisão comandada pelo General Abercromby. Isto deveu-se ao facto de ter sido obrigado a dividir as suas forças, devido à natureza do campo de batalha, uma estreita faixa de dunas, delimitada pela praia do Mar do Norte de um lado, e um pântano do outro. Devido a problemas de comunicação, sua ala direita nunca foi totalmente engajada e as forças de sua ala esquerda foram inseridas na batalha aos poucos. Os britânicos fizeram bom uso do apoio que suas canhoneiras podiam oferecer nas proximidades da costa. O tiroteio naval infligiu pesadas perdas aos holandeses. 
Daendels concluiu então que as fortalezas de Helder eram insustentáveis e evacuou as suas guarnições, oferecendo assim aos invasores uma base fortificada. Esta decisão revelou-se desastrosa para o moral holandês: a visão da bandeira do stadtholder hereditário, que logo se juntou à expedição, minou ainda mais a já questionável lealdade da frota holandesa no Zuyder Zee. Quando o almirante Story decidiu tardiamente enfrentar a frota britânica, ele tinha um motim completo em suas mãos, onde os marinheiros orangistas eram liderados por seus próprios oficiais, os capitães Van Braam e Van Capellen.  Isto levou ao Incidente de Vlieter, a rendição em 30 de agosto da frota com 632 canhões e 3.700 homens ao almirante Andrew Mitchell, sem que um tiro fosse disparado. Mais tarde, o Príncipe embarcou na nau capitânia de Story, Washington, para receber os elogios dos amotinados. 

### Arnhem e Krabbendam
As forças terrestres holandesas foram menos receptivas aos poderes de persuasão do Príncipe, nem a população civil da Holanda do Norte. Na verdade, o efeito da invasão foi unificar a República dividida contra o invasor. A proclamação arrogante do Príncipe, ordenando peremptoriamente ao povo holandês que se reunisse em Orange, também não foi calculada para convencer os holandeses da sabedoria de uma restauração do Stadholderate.  Não foi, portanto, surpreendente que o apelo à revolta do próprio velho Stadtholder de Lingen tenha sido recebido com indiferença por parte do povo. Um bando heterogêneo de emigrados orangistas na ponte Westervoortsche, perto de Arnhem, foi facilmente posto em fuga em 4 de setembro por um pequeno destacamento da Guarda Nacional Batava, provando que os invasores tinham que fazer o trabalho sozinhos.  Outras incursões orangistas no leste dos Países Baixos e na Frísia tiveram ainda menos sucesso. No entanto, o Uitvoerend Bewind da República Batávia declarou a lei marcial e, sob estas medidas de emergência, uma partidária aristocrática do stadtholder, a freule (baronesa) Judith Van Dorth tot Holthuizen foi condenada por sedição e executada. 
Entretanto, as forças franco-batava na frente da Holanda do Norte estavam a ser reforçadas. O General Brune criou uma divisão francesa sob o comando do General Dominique Vandamme e ordenou ao General Dumonceau que trouxesse a parte principal de sua 2ª Divisão Batava em marchas forçadas da Frísia. Este último chegou em 9 de setembro a Alkmaar. O exército franco-batavo tinha agora cerca de 25.000 homens disponíveis contra cerca de 20.000 para os britânicos. Tendo em conta esta superioridade numérica e o facto de se esperarem reforços para os britânicos a qualquer momento, Brune decidiu atacar a posição de Abercromby. 
Os britânicos prevaleceram na Batalha de Krabbendam, perto de Alkmaar, em 10 de setembro, onde os batavos e os franceses foram derrotados. Esta derrota deveu-se em parte ao trabalho desleixado da equipe que alocou uma estrada estreita para as colunas de ambas as divisões batavas que deveriam convergir para a aldeia de Krabbendam.  Esta aldeia ficava numa das poucas estradas de entrada para o pólder Zijpe onde Abercromby montou um acampamento armado. O pólder formava um reduto natural com o seu dique funcionando como muralha e o seu canal de drenagem circular como fosso.  A estrada reta e estreita que atravessa Krabbendam formava uma das poucas entradas fáceis, mas também era facilmente defensável. O plano original tinha este ponto de entrada atacado por ambas as divisões batavas, mas como a divisão de Daendels foi forçada a seguir uma rota mais a leste, apenas a divisão de Dumonceau foi acionada. Esta divisão não pôde ser totalmente implantada devido à natureza do terreno e as forças batavas foram, portanto, novamente inseridas na batalha aos poucos. Eles não conseguiram prevalecer sobre a valente defesa do 20th Foot britânico. Em outros lugares, a divisão francesa do general Vandamme também foi incapaz de superar os obstáculos do canal e do dique atrás dele, que protegia as tropas britânicas. Vandamme, portanto, não conseguiu virar o flanco direito de Abercromby conforme planejado. 
Com a Grã-Bretanha tendo superioridade naval, tanto no Mar do Norte como no Zuider Zee, os reforços britânicos sob o duque de Iorque (que assumiu o comando supremo) e as tropas russas sob o comando do general Ivan Ivanovitch Hermann von Fersen poderiam facilmente ser desembarcados em Den Helder. As forças combinadas logo alcançaram superioridade numérica com 40.000 homens contra 23.000 do esgotado exército franco-batavo. 

### Bergen

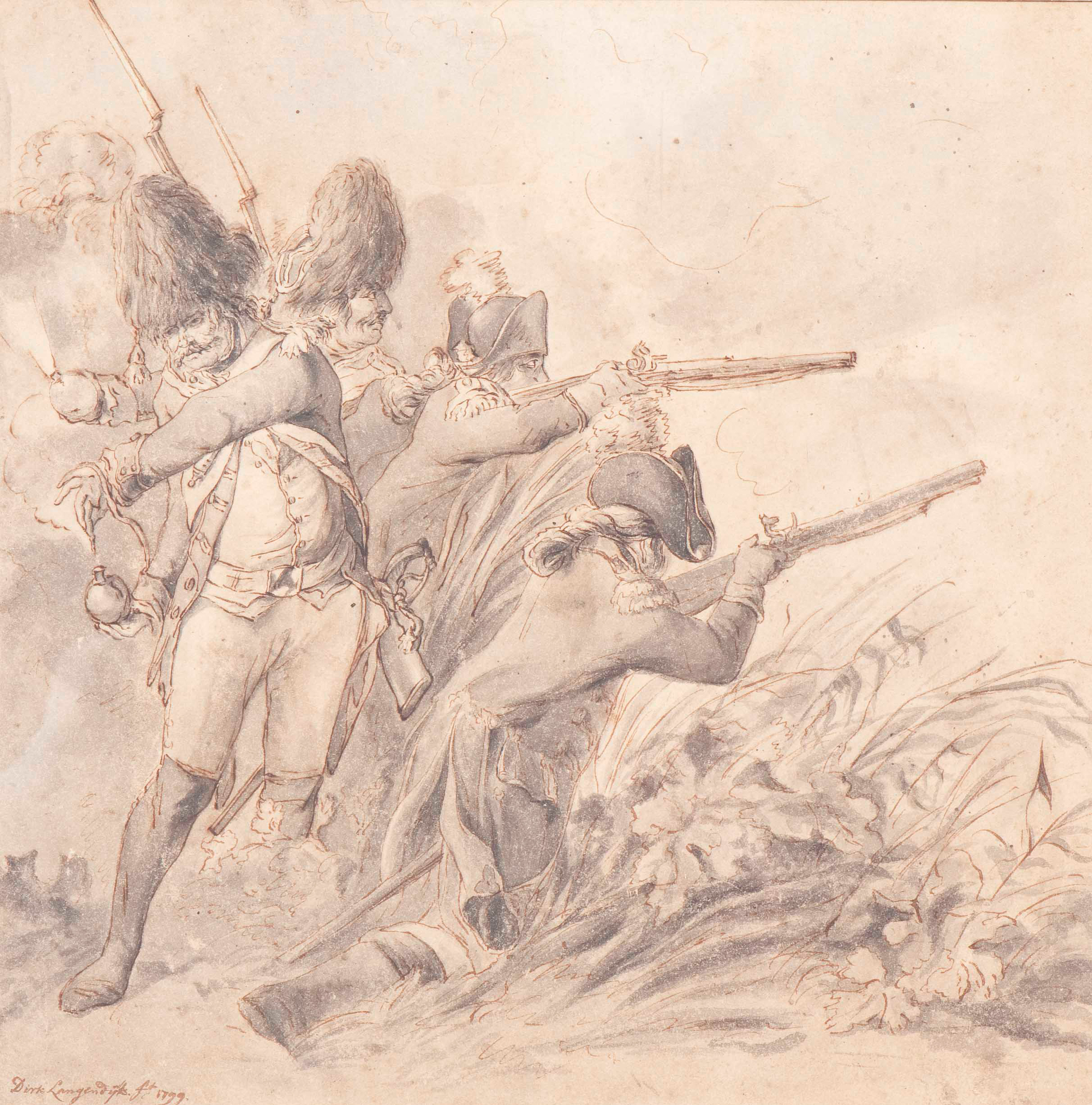
Granadeiros Batavos e Fuseleiros, de Dirk Langendijk

O duque de Iorque decidiu explorar esta superioridade numérica o mais rapidamente possível. Ele, portanto, preparou-se para um ataque em uma frente ampla. Para compreender os problemas que este ataque encontrou, é necessário compreender a natureza peculiar do terreno. A península da Holanda do Norte é limitada no lado do Mar do Norte por uma praia e uma ampla faixa de dunas (exceto por um curto trecho ao sul de Petten, onde apenas um grande dique defende o interior contra inundações). Próximo às dunas há uma faixa de terras altas que pode ser facilmente atravessada por um exército em marcha. Mais a leste, o terreno muda para antigos pântanos e outras áreas baixas constituídas por antigos lagos que foram drenados pelos holandeses no século XVII. Estas zonas baixas eram atravessadas por valas e canais de drenagem de maiores dimensões, necessários à gestão hídrica da zona, que constituíam sérios impedimentos à manobra das forças, mesmo quando não estavam inundadas. Tais inundações foram cada vez mais realizadas pelos engenheiros holandeses à medida que a campanha avançava, para negar cada vez mais liberdade de movimento às forças anglo-russas. Na altura da Batalha de Bergen, iniciada a 19 de Setembro, a maior parte dessas inundações ainda não estava concluída, pelo que naquela altura os principais obstáculos ainda eram os cursos de água.
O duque de York traçou um ousado plano de ataque que equivalia a uma tentativa de duplo envolvimento do exército franco-batavo. Ele dividiu suas forças em quatro colunas. A coluna mais à direita, sob o comando do tenente-general russo Hermann, com 9 000 russos e 2 500 soldados britânicos, partindo de Petten e Krabbendam, tinha como objetivo a vila de Bergen. Próximo a ele marchou uma força anglo-russa de 6.500 soldados sob o comando do tenente-general Dundas tendo como objetivo Schoorldam. A coluna seguinte, 5.000 homens sob o comando do tenente-general Pulteney, tinha como objetivo a área de Langedijk com as aldeias de Oudkarspel e Heerhugowaard. Finalmente, a quarta coluna, 9.000 infantaria e 160 cavalaria sob o comando do tenente-general Abercromby, pretendia virar o flanco direito franco-batavo, primeiro alcançando Hoorn e depois avançando para o sul até Purmerend. 

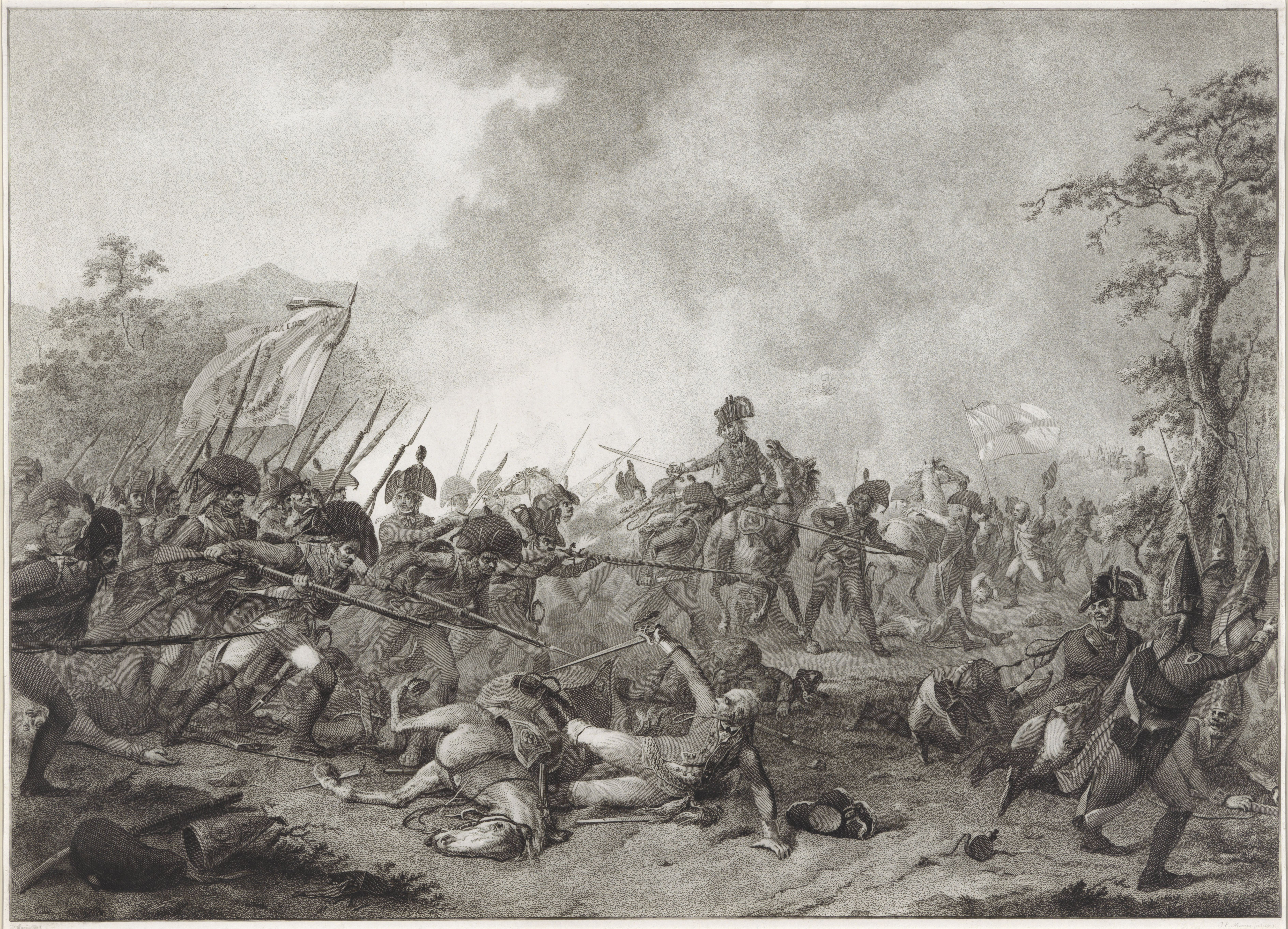
Captura do Tenente-General Hermann em Bergen

Faltavam os planos das tropas anglo-russas. O ataque deveria começar na madrugada do dia 19, mas a direita russa já começou às 3h, na escuridão total. Embora tenham obtido uma vantagem inicial contra as tropas francesas surpreendidas na ala esquerda franco-batava, também sofreram perdas desnecessárias através de fogo amigo, uma vez que as tropas foram incapazes de distinguir amigo de inimigo. Eles finalmente ganharam Bergen, mas foram contra-atacados por reforços franceses que marchavam para o norte a partir de Egmond aan Zee. Estes ameaçaram virar a ala direita russa marchando ao longo da praia. Os russos, expulsos de Bergen, recuaram com alguma desordem para as suas posições iniciais devido à ameaça de serem flanqueados. Na confusão, o general Hermann foi feito prisioneiro de guerra. O ataque da pinça de direita foi, portanto, um fracasso lamentável. 
A coluna do General Dundas (acompanhado pelo comandante-em-chefe, o Duque de York) só avançou lentamente depois de iniciar o seu avanço de madrugada, devido aos cursos de água que encontrou de difícil travessia, pois os defensores haviam retirado o pontes. Enquanto avançavam lentamente sobre Schoorldam, o defensor dessa posição, o general Dumonceau da 2ª Divisão Batávia, teve tempo de lançar um ataque diversivo aos russos que atacavam Bergen, o que contribuiu grandemente para a confusão nas fileiras russas. Quando Dundas finalmente chegou a Schoorldam, Dumonceau foi ferido por metralha. O que aconteceu exactamente do lado holandês depois disso não está claro, uma vez que o seu substituto, o General Bonhomme, não conseguiu fazer um relatório pós-batalha. O resultado foi que a divisão recuou com alguma desordem sobre Koedijk . Os britânicos não conseguiram explorar esta retirada, devido a um contra-ataque dos holandeses, mas principalmente porque a derrota das tropas russas na ala direita também forçou uma retirada na forma de uma acção ordenada de retaguarda das tropas de York. e Dundas. Eles também eventualmente retornaram às suas posições iniciais. 
A terceira coluna, com os generais Pulteney, Don e Coote, também achou o terreno difícil. Esta coluna foi obrigada a usar a estrada num dique, denominado Langedijk (dique longo) que divide vários polders. Este dique era ladeado à direita por um canal de drenagem profundo e, do outro lado, as muitas valas existentes no terreno também dificultavam a fácil implantação. A estrada conduzia à aldeia de Oudkarspel onde a 1ª divisão batava do general Daendels tinha construído alguns trabalhos de campo (os holandeses queixaram-se de que Brune tinha proibido o pleno desenvolvimento de fortificações, o que tornava a defesa mais difícil). O primeiro ataque de Pulteney a este ponto forte terminou em desastre, com os britânicos fugindo em pânico até que pudessem ser reunidos atrás de outro dique que desse alguma cobertura contra o fogo da artilharia holandesa. Vários outros ataques frontais britânicos também foram repelidos com grandes perdas, e um movimento de cerco revelou-se impraticável devido ao canal. O General Daendels cometeu o erro de ordenar uma investida de 100 granadeiros de seu reduto com pouca força. Não só isso foi facilmente repelido, mas a derrota dos granadeiros permitiu que os perseguidores britânicos, seguindo em seus calcanhares, penetrassem nas trincheiras holandesas e derrotassem todo o grupo de defensores. Esta goleada só pôde ser interrompida no final do Langedijk . As tropas em retirada sofreram pesadas perdas devido ao fogo da artilharia britânica. Daendels finalmente liderou pessoalmente um contra-ataque com apenas um batalhão de granadeiros, mas a essa altura o desastre na ala direita britânica já havia sido comunicado a Pulteney, que, portanto, já estava se retirando para sua posição inicial. Os britânicos, portanto, não obtiveram ganhos territoriais líquidos, mas causaram pesadas perdas aos batavos em baixas e prisioneiros. 
Finalmente, a longa marcha da quarta coluna sob o comando do general Abercromby transcorreu completamente sem oposição. Ele chegou a Hoorn sem acidentes e conseguiu surpreender a fraca guarnição desta cidade. Hoorn estava ocupado e brevemente os habitantes locais exibiram as cores do stadtholder. A marcha planeada para sul a partir de Hoorn, que foi o ponto de toda a manobra, pois teria permitido a Abercromby virar o flanco direito do exército franco-batavo, revelou-se impossível devido aos obstáculos que os defensores tinham preparado (isto explica porque Abercromby tinha não encontrou oposição em sua marcha para Hoorn). Após a retirada das outras colunas, Abercromby recebeu ordens para evacuar Hoorn e também voltar à sua posição inicial. Os cidadãos de Hoorn rapidamente retiraram novamente as suas bandeiras laranja. O trabalho de Abercromby foi, portanto, completamente em vão, e teria sido assim mesmo que o ataque à direita tivesse sido bem sucedido. Sua rota era simplesmente tortuosa demais para ter sucesso. Uma rota mais direta poderia ter oferecido melhores chances de sucesso. 
Em suma, nenhum dos lados obteve quaisquer ganhos territoriais nesta batalha. As perdas de pessoal foram substanciais em ambos os lados e parecem ter sido quase iguais. 

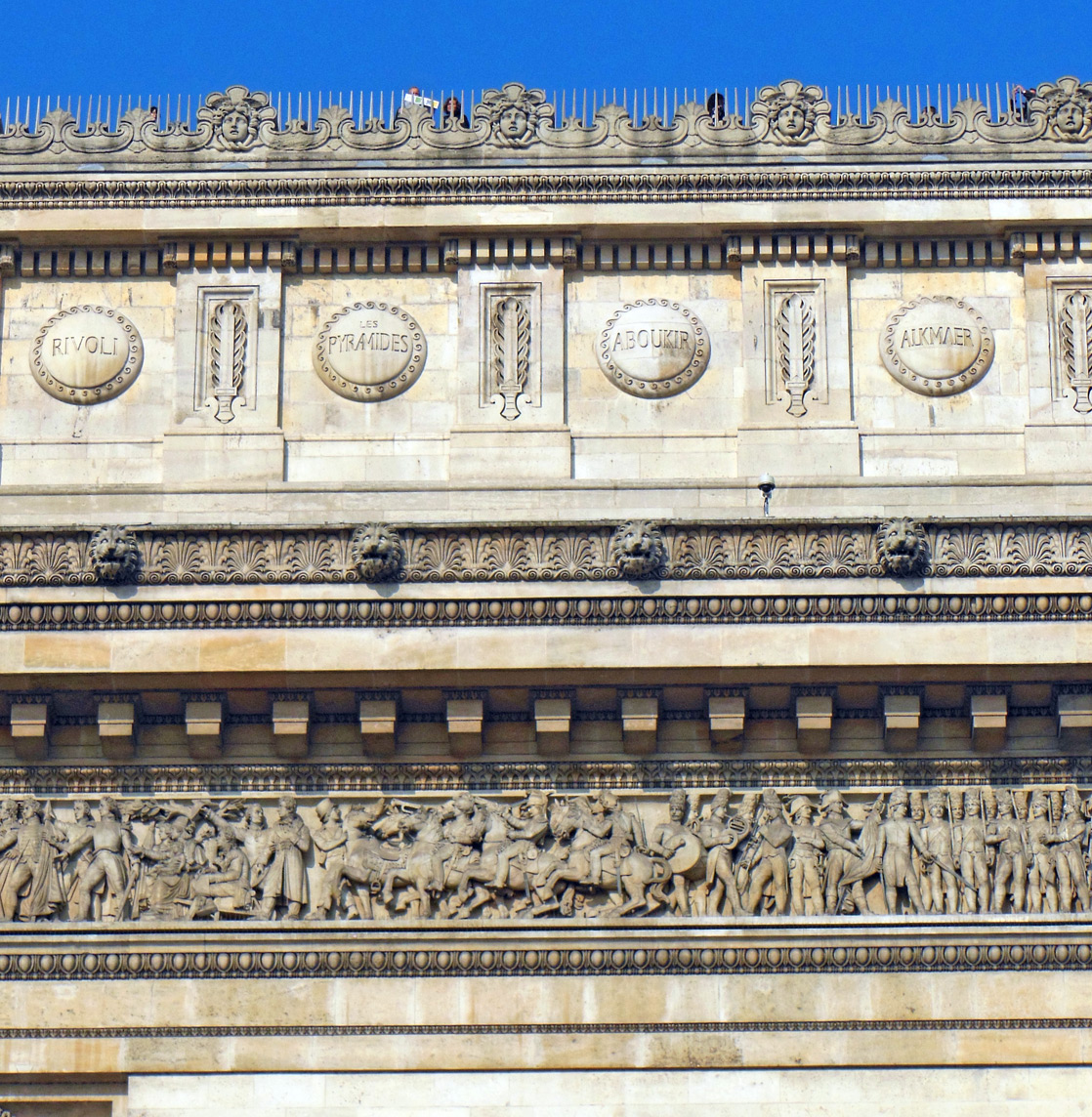
Detalhe do Arco do Triunfo com no canto superior direito o nome "Alkmaer"

### Alkmaar
Após a rendição da esquadra batava em 30 de agosto, a frota britânica tornou-se mestre não apenas do Mar do Norte, mas também do Zuider Zee. Notavelmente, os britânicos não aproveitaram esta vantagem (e as consequências psicológicas da rendição para o moral batavo) para forçar a questão, por exemplo, fazendo um desembarque anfíbio perto de Amesterdão. O general Krayenhoff, que na época estava encarregado de improvisar as defesas daquela cidade, salienta que durante alguns dias Amsterdã ficou bastante indefesa contra tal ataque. Na sua opinião, a campanha poderia ter terminado ali mesmo. A frota britânica permaneceu estranhamente passiva. Isto mudou nos dias após a Batalha de Bergen, quando os britânicos ocuparam tardiamente os portos indefesos de Medemblik, Enkhuizen e Hoorn, ao mesmo tempo que dominavam a região da Frísia Ocidental entre estes portos. Várias ilhas do Zuider Zee também foram ocupadas, mas a essa altura a janela de oportunidade para capturar Amsterdã já havia se fechado. 
Em terra, a iniciativa ainda cabia à força expedicionária, que recebeu novos reforços russos a partir de 19 de setembro que compensaram pelo menos as perdas russas. O duque de York não pressionou o ataque por cerca de duas semanas por causa do mau tempo, e isso proporcionou aos defensores a oportunidade de completar suas inundações e outras defesas. O Langedijk tornou-se agora uma "ilha" estreita em um lago raso, com as agora melhoradas fortificações de Oudkarspel agindo como uma "Termópilas" impenetrável. A 1ª Divisão Batava de Daendels ainda defendia esta parte da frente, mas Brune conseguiu transferir grande parte dessa divisão (especialmente as suas unidades de cavalaria) para a sua outra ala.  A costa oriental da península tornou-se ainda mais impenetrável pelas inundações, e uma linha secundária de entrincheiramento foi preparada entre Monnickendam e Purmerend. O principal efeito destes preparativos defensivos foi que a parte baixa oriental da península tornou-se intransitável para a força expedicionária e que doravante as operações seriam limitadas à faixa relativamente estreita, composta pela praia, dunas e planície diretamente adjacente a deles, aproximadamente a área entre Alkmaar e o mar. 
O tempo melhorou no início de outubro e o duque de York fez então seu plano para o que viria a ser conhecido como a Batalha de Alkmaar de 2 de outubro de 1799 (embora a "Segunda Bergen" parecesse mais apropriada, já que a antiga cidade nunca esteve envolvida, e a última aldeia tornou-se novamente o centro da batalha). A antiga ala esquerda do duque de York, sob o comando do general Abercromby, foi transferida completamente para a ala extrema direita, com as outras colunas movendo-se para a esquerda para abrir espaço. Isto teve o efeito de colocar formações exclusivamente britânicas em ambas as alas (Pulteney e Abercromby) e de misturar formações anglo-russas na coluna próxima à de Abercromby sob o comando do novo comandante russo, General Ivan Essen. A quarta coluna (entre Pulteney e Essen) era composta por tropas britânicas comandadas pelo general Dundas. York pretendia que todas as três colunas da ala direita convergissem para a ala esquerda franco-batava, que consistia na divisão francesa de Vandamme perto da costa. A divisão de Pulteney foi usada como força de proteção da ala esquerda, para deter Daendels. 
O plano de ataque poderia agora ser caracterizado como de "envolvimento único", com a coluna de Abercromby pretendendo virar a ala esquerda francesa marchando ao longo da praia. Para tal, o início do avanço teve de ser adiado até às 6h30, altura em que a maré baixa permitiu a Abercromby utilizar a praia.  O centro anglo-russo avançou lenta mas continuamente, muito prejudicado pelo terreno difícil das dunas à direita e pela planície repleta de cursos de água entre as dunas e o canal de Alkmaar à esquerda. Os franco-batavos travaram uma ação constante de retaguarda, recorrendo a Bergen (os franceses) e Koedijk (os batavos), onde resistiram. À tarde, a brigada britânica da coluna de Essen (General Coote) pareceu fazer uma investida repentina nas dunas, mas ficou muito à frente do restante da coluna de Essen, que seguiu muito mais lentamente, e os franceses lançaram um contra-ataque vigoroso. de Bergen em duas colunas sob o comando dos generais Gouvion e Boudet para explorar a lacuna. Eles foram rechaçados com alguma dificuldade, mas conseguiram manter a vila de Bergen pelo resto do dia, apesar dos contínuos ataques anglo-russos. 
Entretanto, a coluna do General Abercromby avançava muito lentamente ao longo da praia, principalmente porque a maré subia novamente, o que estreitava a praia a uma faixa muito pequena, constituída por areia solta. As tropas e cavalos sofriam gravemente de fadiga e sede. Ao longo da tarde foram observados pelos franceses que inicialmente trouxeram atiradores de elite, o que causou várias baixas, principalmente de oficiais. Os franceses enviaram reforços cada vez mais substanciais através das dunas e, eventualmente, o General Vandamme trouxe uma força de cavalaria substancial que liderou pessoalmente num ataque contra as baterias de artilharia montada britânicas que caíram temporariamente em mãos francesas. Este ataque de cavalaria acabou sendo repelido por um contra-ataque liderado por Lord Paget, que levou os franceses de volta a Egmond aan Zee. 
A essa altura, a noite já havia caído e as principais operações foram interrompidas. A essa altura, Abercromby já havia ultrapassado a latitude de Bergen, então, teoricamente, os franceses estavam flanqueados ali. Embora não tivesse forças para explorar esta posição na altura, o General Brune sentiu-se suficientemente ameaçado por isto que decidiu ordenar uma retirada estratégica geral de Bergen, e das suas outras posições de 2 de Outubro, na manhã seguinte. Tanto os franceses como os batavos recuaram agora para a sua linha secundária. Daendels recuou para as posições preparadas em Monnickendam e Purmerend, após o que Krayenhoff completou as inundações na frente desta linha. Bonhomme e Vandamme ocuparam uma nova linha entre Uitgeest, Castricum e Wijk aan Zee. Este guardava a parte mais estreita da península da Holanda do Norte, já que naquela época o IJ ainda dividia a província ao meio. Aqui eles aguardavam o próximo movimento do inimigo. 

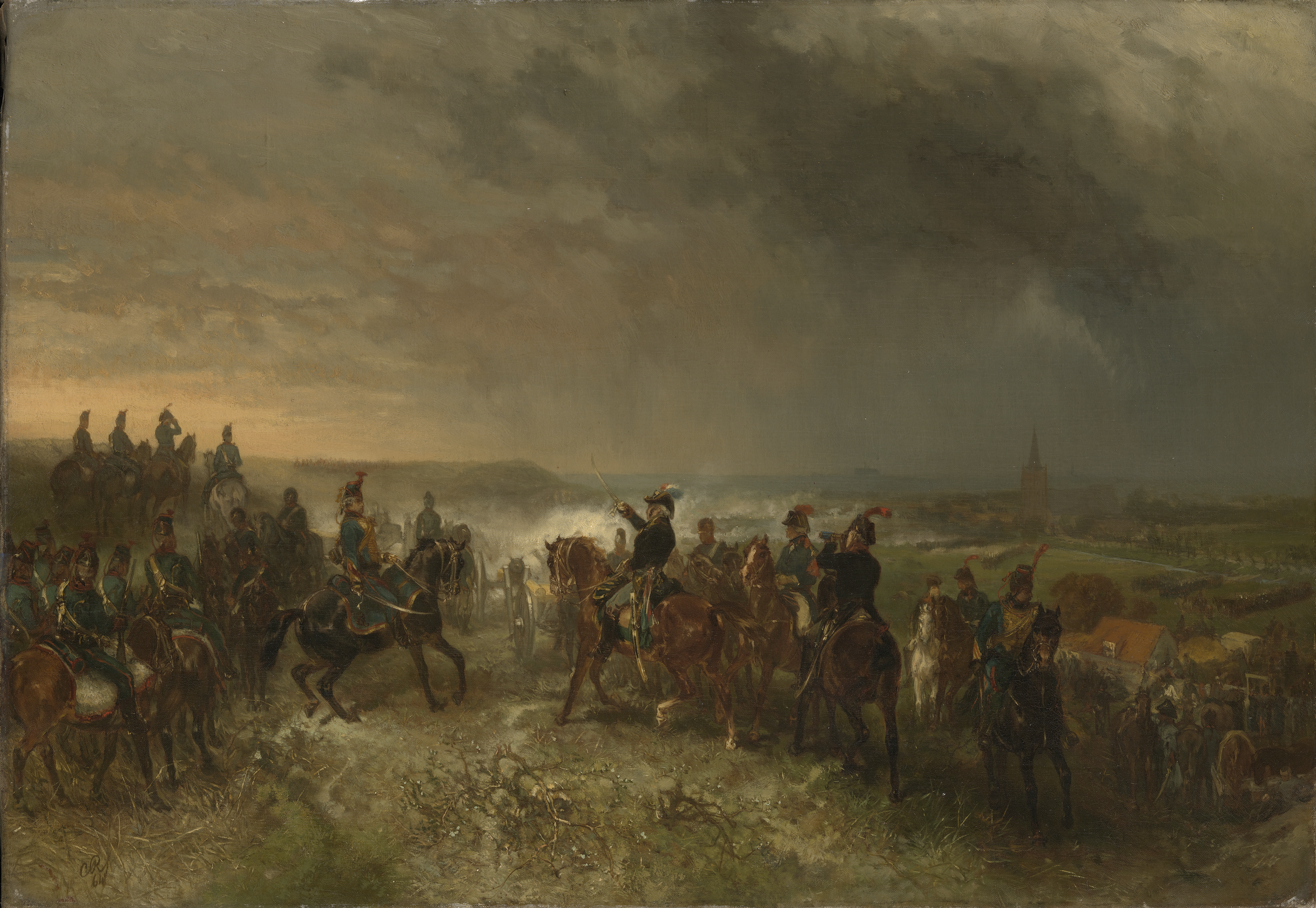
Batalha de Castricum, de Charles Rochussen

### Castricum
Com a retirada do exército franco-batavo, a maior parte da península da Holanda do Norte estava agora em mãos anglo-russas, pelo menos teoricamente. Grandes partes do país, os antigos lagos de Beemster, Schermer e Wormer, foram inundadas, privando os britânicos de suas ricas terras agrícolas e dos suprimentos que poderiam ter sido obtidos ali. Consequentemente, a maior parte dos abastecimentos teve de ser desembarcada em Den Helder e depois transportada com muita dificuldade através de estradas que estavam quase intransitáveis devido às chuvas incessantes. Ao lado das tropas, as bocas famintas de cerca de 3.000 desertores e amotinados que o Príncipe Hereditário esperava formar numa Brigada Holandesa, mas que não eram empregados pelos britânicos,  tiveram que ser alimentadas. As provisões estavam acabando. 
O duque de York (agora com sede em Alkmaar, cidade que lhe abriu as portas em 3 de outubro) perdeu o mínimo de tempo possível em pressionar a ofensiva. Ele sabia que Brune havia sido reforçado com seis batalhões franceses, trazidos da Bélgica. Suas próprias forças estavam em constante declínio, especialmente por causa da doença.  No início da próxima fase da campanha: a Batalha de Castricum de 6 de outubro, a sua força efetiva não ultrapassava 27.000. 
Brune dividiu sua ala esquerda em três divisões: Gouvion perto de Wijk aan Zee nas dunas; à sua direita, Boudet em torno de Castricum; e a 2ª Divisão Batava, ainda comandada por Bonhomme, em torno de Uitgeest. À frente desta linha entrincheirada existiam postos avançados franceses, em Bakkum e Limmen, comandados pelo brigadeiro-general Pacthod . Na manhã de 6 de outubro, estes foram atacados pelas agora familiares três colunas: Abercromby ao longo da praia, Essen no meio e Dundas à esquerda, enquanto Pulteney ainda mascarava inutilmente Daendels. Os anglo-russos da coluna de Essen expulsaram facilmente os postos avançados franceses. O duque de Iorque parece não ter tido nada mais em mente do que um reconhecimento armado, mas o seu sucesso inicial tentou os russos a atacar Castricum com força e esta aldeia foi tenazmente defendida por Pacthod. A aldeia mudou de mãos várias vezes naquele dia, enquanto Brune fazia Boudet trazer reforços. A luta atraiu reforços das colunas de Dundas e Abercromby, este último trazendo pessoalmente a sua brigada de reserva para atacar Castricum no final da tarde 
Brune então ordenou um ataque de baioneta que fez recuar os britânicos e russos em desordem. Eles foram perseguidos na direção de Bakkum pela cavalaria francesa comandada pelo general Barbou e uma derrota poderia ter ocorrido se os dragões leves de Lord Paget não tivessem intervindo em um ataque surpresa de um vale de dunas escondido. A cavalaria francesa foi agora derrotada, por sua vez. Eles atraíram as exaustas tropas franco-batávias que pouco antes haviam retomado Castricum e uma retirada desordenada estava prestes a começar 
O avanço dos britânicos foi interrompido por um contra-ataque dos hussardos batavos comandados pelo coronel Quaita.  Isso mudou a maré da batalha. As tropas anglo-russas, por sua vez, romperam e recuaram em desordem para Bakkum e Limmen, perseguidas pela cavalaria franco-batava. Somente a escuridão que caía rapidamente pôs fim à matança. 
Durante todo esse tempo, os franceses do general Gouvion e a coluna britânica de Abercromby travaram uma batalha separada perto da praia e nas dunas. Com exceção de um duelo de artilharia, no qual a artilharia batava de Gouvion infligiu pesadas perdas aos britânicos,  este permaneceu bastante estático, especialmente depois que Abercromby partiu com a reserva britânica para se juntar a Essen. A luta se intensificou à noite, quando Abercromby voltou e tentou atacar, mas Gouvion manteve sua linha. 
Na ala direita batava do general Daendels, absolutamente nada aconteceu naquele dia, pois as inundações tornaram as suas linhas impenetráveis. Houve um estranho incidente quando o general britânico Don, sob a cobertura de uma bandeira de trégua, tentou obter permissão para cruzar as linhas batavas em uma missão ao governo batavo. Como na ala esquerda batava a batalha tinha claramente começado, Daendels considerou isto um abuso da bandeira da trégua. Além disso, descobriu-se que Don tinha consigo documentos que poderiam ser considerados de natureza sediciosa. Daendels, portanto, prendeu Don como espião e o enviou ao quartel-general de Brune. Don foi encarcerado na fortaleza de Lille e só anos depois trocado pelo rebelde irlandês James Napper Tandy. 

### Retirada e capitulação anglo-russa
Embora na noite de 6 de outubro os dois exércitos estivessem de volta às suas posições iniciais (embora os postos avançados em Bakkum e Limmen permanecessem em mãos britânicas), e as perdas anglo-russas não tivessem sido devastadoras (embora fossem cerca do dobro das perdas franco-batavas). perdas), o duque de York convocou um conselho de guerra com seus tenentes-generais. O resultado desta conferência foi que o exército anglo-russo retirou-se completamente para a cabeça de ponte original do pólder de Zijpe, abandonando todo o terreno que tinha sido conquistado desde 19 de Setembro. As cidades de Hoorn, Enkhuizen e Medemblik também foram evacuadas e as seguintes tropas batavas só conseguiram evitar o incêndio dos armazéns com provisões navais nessas cidades pelos britânicos. A retirada foi executada com tanta pressa que dois hospitais de campanha cheios de feridos britânicos foram deixados em Alkmaar, juntamente com 400 mulheres e filhos de soldados. 
A retirada estratégica foi concluída em 8 de outubro, embora o príncipe William de Gloucester, em retirada de Hoorn, tenha travado uma ação de retaguarda contra Daendels nos dias seguintes. Em meados de Outubro, a situação anterior a 19 de Setembro tinha sido restaurada, os anglo-russos abrigados no seu reduto natural e os franco-batavos sitiando-os. O tempo piorou e os vendavais do início do inverno dificultaram o abastecimento por mar. O duque de Iorque enfrentava agora a perspectiva de um cerco de inverno numa situação em que as suas tropas poderiam muito bem enfrentar a fome (em 13 de Outubro ainda estavam disponíveis provisões para apenas onze dias).  Ele decidiu, portanto, abordar Brune com uma proposta de capitulação honrosa transmitida pelo general Knox em 14 de outubro. 
As negociações seguintes foram curtas. Brune, a mando do governo batavo, inicialmente exigiu o retorno da esquadra batava capturada. O duque de York reagiu com a ameaça de romper o dique perto de Petten, inundando assim a zona rural ao redor do pólder Zijpe . Embora o General Krayenhoff não tenha ficado impressionado com esta ameaça (afinal, ele próprio havia passado as semanas anteriores inundando a maior parte da península e sabia que o processo poderia ser revertido sem muita dificuldade) e assim avisou Brune, este último ficou mais facilmente impressionado. (ou fingiu; Krayenhoff também menciona sombriamente um presente de uma série de "cavalos magníficos" do duque para Brune como um possível argumento decisivo) e logo concordou com uma convenção que era muito favorável aos anglo-russos. Nesta Convenção de Alkmaar assinada a 18 de Outubro já não se fez qualquer menção à devolução dos navios. As tropas anglo-russas e os amotinados orangistas obtiveram uma evacuação tranquila, que teve de ser concluída antes de 1º de dezembro. Haveria uma troca de 8.000 prisioneiros de guerra, incluindo marinheiros batavos, que haviam sido capturados na Batalha de Camperdown (o almirante De Winter, que havia recebido liberdade condicional anteriormente, foi especificamente incluído). Os britânicos prometeram devolver as fortalezas de Den Helder com suas armas em bom estado. Exceto pelo regresso dos seus prisioneiros de guerra, os batavos pensaram que tinham levado a pior nesta troca, mas eram impotentes para conseguir um acordo melhor. 
Um armistício entrou em vigor imediatamente e a evacuação foi concluída em 19 de novembro, quando o General Pulteney partiu com as últimas tropas britânicas.  Os russos navegaram ao longo da costa britânica até chegarem às Ilhas do Canal, onde passaram o inverno, retornando a São Petersburgo em agosto de 1800. 

## Consequências
A capitulação foi favorável aos britânicos e aos seus aliados russos. Eles retiraram suas tropas ilesas para que estas pudessem lutar novamente em outros teatros de guerra. Os relatórios iniciais britânicos sobre a conduta das tropas russas foram altamente desfavoráveis, motivo para o czar Paulo desonrá-los. O duque de York achou isso muito duro e enviou uma carta a Paulo desculpando especificamente vários regimentos russos. 
O público britânico e o Parlamento inicialmente ficaram satisfeitos com a conduta das tropas britânicas. Tanto o almirante Mitchell como o general Abercromby receberam votos de agradecimento do Parlamento e ambos receberam espadas honorárias, avaliadas em 100 guinéus, da cidade de Londres . Mitchell foi nomeado Cavaleiro Comandante da Ordem do Banho (KCB).  Quando o fracasso da expedição foi percebido e seu custo ficou claro, o sentimento popular mudou. No Parlamento, o líder da oposição, Richard Brinsley Sheridan, castigou severamente o governo num discurso proferido em 9 de Fevereiro de 1800, na Câmara dos Comuns 
Para a República Batava, as perdas materiais sofridas durante a expedição foram graves. A marinha batava perdeu 16 navios de linha, cinco fragatas, três corvetas e um brigue, de um total de 55 navios. Esta rendição foi tecnicamente aceita em nome do Stadtholder pelos britânicos, um conceito que adotaram por razões diplomáticas, mas vários navios foram posteriormente "comprados" do Stadtholder pela Marinha Real. 
Na França, a expedição pode ter contribuído (juntamente com os reveses militares franceses iniciais na Suíça) para a queda do Directoire. Eles foram expulsos do poder no golpe de estado de 18 Brumário por Napoleão Bonaparte.